# Siegfried Michael Zehendner
Siegfried Michael Zehendner (* 30. Januar 1901 in Bayreuth; † 1975 in Kusel) war ein deutscher Lehrer und Komponist.

## Leben
Zehender besuchte die Oberrealschule in Bayreuth. Nach dem Abitur studierte er an der Universität München Chemie und Biologie. Während des Studiums wurde er 1921 Mitglied des Corps Ratisbonia.
1926–1928 wurde er musikalisch von Carl Schadewitz in Würzburg unterrichtet. Danach ging er als Lehrer in den Schuldienst. Zum 1. Mai 1933 trat er der NSDAP bei. Ab 1949 lebte er in Kusel und war Lehrer am dortigen Gymnasium, zuletzt als Oberstudienrat.

## Werke
- Über Regeneration und Richtung der Seitenwurzeln. Dissertation. Fischer, Jena 1924 (DNB 361346794)
- Neue Soldatenlieder, erdacht und gesungen in unseren Tagen (gemeinsam mit Ernst-Günther Hederich). Georg Kallmeyer, Wolfenbüttel und Berlin 1940
- Einkehr. 16 Lieder für eine hohe Sangstimme mit Klavierbegleitung (= Acta musica Palatina; Serie A, Heft 2). K. Müller, Kusel 1955